# Dolný tok Ipľa
Dolný tok Ipľa este o arie protejată (arie specială de conservare — SAC, sit de importanță comunitară — SCI) din Slovacia întinsă pe o suprafață de 200,66 ha, integral pe uscat.

## Localizare
Centrul sitului Dolný tok Ipľa este situat la coordonatele 47°53′39″N 18°46′33″E / 47.89413°N 18.775972°E.

## Înființare
Situl Dolný tok Ipľa a fost declarat sit de importanță comunitară în septembrie 2015 pentru a proteja 14 specii de animale. Situl a fost protejat și ca arie specială de conservare în octombrie 2017.

## Biodiversitate
Situată în ecoregiunea panonică, aria protejată conține 5 habitate naturale: Fânețe de joasă altitudine (Alopecurus pratensis, Sanguisorba officinalis), Râuri cu maluri nămoloase cu vegetație de Chenopodion rubri p.p. și Bidention p.p., Liziere de ierburi înalte hidrofile de câmpie și de nivel montan până la alpin, Păduri aluvionare cu Alnus glutinosa și Fraxinus excelsior (Alno-Padion, Alnion incanae, Salicion albae), Pajiști aluvionare inundabile, de Cnidion dubii.
La baza desemnării sitului se află mai multe specii protejate:
- amfibieni (1): buhai de baltă cu burta roșie (Bombina bombina)
- nevertebrate (1): Unio crassus
- pești (12): avat (Aspius aspius), Barbus meridionalis, zvârluga (Cobitis taenia), Gymnocephalus baloni, răspăr (Gymnocephalus schraetzer), țipar (Misgurnus fossilis), boarță (Rhodeus sericeus amarus), Romanogobio albipinnatus, Rutilus pigus, dunăriță (Sabanejewia aurata), fusar (Zingel streber), pietrar (Zingel zingel)